# Ascocentrum rubescens
Ascocentrum rubescens là một loài thực vật có hoa trong họ Lan. Loài này được (Rolfe) P.F.Hunt mô tả khoa học đầu tiên năm 1970.